# 丽医蛭
丽医蛭（学名：Hirudo pulchra）为医蛭科医蛭属的动物。在中国大陆，分布于浙江等地，多栖息于与稻田相通的沟渠中。该物种的模式产地在浙江。